# Олд-Слип
Олд-Слип (англ. Old Slip) — улица в нижнем Манхэттене, Нью-Йорк. Олд-Слип расположена между Саут- и Уотер-стрит и имеет две односторонних разнонаправленных проезжих части, разделённых небольшим сквером и Музеем полиции Нью-Йорка.
Улица была проложена в 1691 году. Долгое время на южной оконечности улицы находился корабельный слип. По нему улица и получила своё название. В 1792 году из порта на Олд-Слип вышел бриг Betsy под командованием Эдмунда Фаннинга. Он стал первым кораблём, совершившим кругосветное плавание под флагом США.
По состоянию на 1728 год на Олд-Слип находился один из пяти городских рынков (остальные находились на Брод- и Уолл-стрит, Кунтис-Слип и Мейден-Лейн). Во второй половине XVIII века дорога перед рынком была вымощена. В 1821 году рынок Флай-Маркет на Мейден-Лейн был закрыт, и вместо него в том же году (по другим данным — в 1822 году) на Олд-Слип был открыт новый рынок, Франклин-Маркет. Он серьёзно пострадал при пожаре в ночь с 16 на 17 декабря 1835 года. Огнём было уничтожено много товара, среди которого были шелка, кружева, книги и кофе. В 1837—1838 годах рынок был восстановлен в кирпиче. В 1909—1911 годах по проекту архитекторов Ричарда и Джозефа Хауленд Хантов на Олд-Слип было возведено здание, которое в 1982 году было внесено в Национальный реестр исторических мест США. С 2002 года в нём располагается Музей полиции Нью-Йорка.

## Галерея
- Музей полиции Нью-Йорка на юге улицы